# The Man-Eating Tree
The Man-Eating Tree ist eine finnische Gothic-Metal-Band aus der Gegend von Oulu, die 2009 gegründet wurde.

## Geschichte
Nach der Auflösung von Sentenced 2005 legte Schlagzeuger Vesa Ranta eine längere musikalische Pause ein, arbeitete als Fotograf und eröffnete in Oulu eine Bar. Nachdem er laut eigener Aussage „seine Müdigkeit in Sachen Musik überwunden“ hatte, suchte er sich in seinem Bekanntenkreis Mitglieder für eine neue Band. Gemeinsam mit Miika Tenkula (ebenfalls Sentenced), Janne Markus (Poisonblack), Aaron Rantonen und Mikko Uusimaa (Reflexion) machte er sich 2009 auf die Suche nach einem Sänger. Kurz nachdem im Februar 2009 Tenkula gestorben war, wurde in Tuomas Tuominen (ex-Fall of the Leafe) ein geeigneter Sänger gefunden. Wenig später wurde die Band durch Heidi Määttä (ex-Embraze) am Keyboard vervollständigt.
Der Bandname entstand aus einer Anregung von Rantonen, der von der Legende der menschenfressenden Bäume fasziniert war. Die Kompositionen für das erste Album wurden hauptsächlich von Janne Markus und teils Rantonen erstellt, die Texte für Vine stammen von Tuominen.
Im Mai 2010 veröffentlichte die Band ihre erste Single, die auf Platz 3 in die finnischen Charts einstieg. Am 22. September 2010 erschien auf Cobra Records das Debütalbums Vine, das im Januar und Februar 2010 aufgenommen und von Hiili Hiilesmaa im Mastervox Studio produziert worden war. International soll es durch Century Media vertrieben werden. Für den Herbst 2010 wurde eine Europatournee als Support von Tarot angekündigt.
Im Jahr 2011 erschien das zweite Album Harvest, mit dem die Band als Support von Amorphis auf Tour ging.
Im Januar 2013 gab die Band den Ausstieg des bisherigen Sängers Tuomas Tuominen bekannt. Ein halbes Jahr später wurde der neue Sänger Antti Kumpulainen etabliert.

## Diskografie
- 2010: Out of the Wind (Single)
- 2010: Vine (Album)
- 2011: Harvest (Album)
- 2015: In the Absence of Light (Album)
- 2025: Night Verses (Album)